# جوزيف سيدار
جوزيف سيدار (بالعبرية: יוסף סידר‏) (و. 1968  م) هو مخرج أفلام، وكاتب سيناريو إسرائيلي، ولد في نيويورك.

## التعليم
تعلم في جامعة نيويورك.

## وصلات خارجية
- جوزيف سيدار على موقع IMDb (الإنجليزية)
- جوزيف سيدار على موقع ألو سيني (الفرنسية)
- جوزيف سيدار على موقع أول موفي (الإنجليزية)
- جوزيف سيدار على موقع بوكس أوفيس موجو (الإنجليزية)
- جوزيف سيدار على موقع قاعدة بيانات الأفلام السويدية (السويدية)
- جوزيف سيدار على موقع قاعدة بيانات الفيلم (الإنجليزية)
- جوزيف سيدار على موقع كينوبويسك (الروسية)